# Alojz Fricelj
Alojz Fricelj (* 9. Oktober 1963) ist ein ehemaliger slowenischer Fußballspieler und nunmehriger -trainer.

## Karriere

### Als Spieler
Fricelj begann seine Karriere beim NK Maribor. Zur Saison 1985/86 wechselte er nach Österreich zum Zweitligisten SV Flavia Solva. Nach fünf Spielzeiten mit den Steirern in der 2. Division stieg er mit Flavia Solva 1990 als Vorletzter aus der zweithöchsten Spielklasse ab. 1994 gelang ihm mit dem Verein wieder der Aufstieg in die 2. Division. In der Saison 1994/95 kam er zu 27 Einsätzen in der zweiten Liga, in denen er zwei Tore erzielte.
Nach zehn Jahren bei Flavia Solva in Österreich kehrte er zur Saison 1995/96 zu Maribor zurück. In seiner ersten Saison nach seiner Rückkehr kam Fricelj zu 32 Einsätzen in der 1. SNL, in denen er drei Tore erzielte. In der Saison 1996/97 wurde er mit dem Verein Meister; Fricelj steuerte fünf Tore in 30 Einsätzen bei. Nach weiteren 16 Einsätzen in der Spielzeit 1997/98 wechselte er in der Winterpause zurück zu Flavia Solva, das inzwischen wieder in der dritthöchsten Spielklasse spielte. Am Saisonende stieg er mit dem Verein auch aus dieser ab. 1999 beendete er seine Karriere als Aktiver.

### Als Trainer
Fricelj wurde zur Saison 2016/17 Trainer des sechstklassigen GASV Pölfing-Brunn. Im Oktober 2016 wurde er wieder durch seinen Vorgänger Damir Knežević ersetzt.

## Erfolge
NK Maribor
- Slowenischer Meister: 1997
- Slowenischer Pokalsieger: 1997